# Beatrix Kisházi
Beatrix Kisházi (* 13. Oktober 1946 in Budapest) ist eine ungarische Tischtennisspielerin. Die Abwehrspielerin siegte viermal im europäischen Ranglistenturnier.

## Erfolge

### National
Bei nationalen ungarischen Meisterschaften errang Kisházi zahlreiche Siege. Ungarische Meisterin im Einzel wurde sie viermal (1968, 1970, 1975, 1977), im Doppel dreimal (1967 mit Sárolta Máthé, 1968 mit Erzsébet Heirits, 1970 mit Angéla Papp) sowie 1969 im Mixed mit István Jónyer.
Siebzehnmal gewann sie mit verschiedenen Vereinen die Mannschaftsmeisterschaft:
- 1968–1970 Statisztika Budapest
- 1971–1985 (außer 1975) Statisztika Petőfi SC
- 1993/94 Statisztika-Metalloglobus I.

### International
Europameisterschaften
Von 1972 bis 1982 war Kisházi bei allen sechs Europameisterschaften vertreten. Hier war sie 1972 am erfolgreichsten, als sie im Einzel und im Doppel mit der Engländerin Jill Hammersley Silber holte und mit dem ungarischen Damenteam Europameister wurde. Mit der Mannschaft wiederholte sie diesen Erfolg 1978 und 1982, 1974 und 1980 reichte es nur zu Platz zwei.
Europe TOP-12
Beim europäischen Ranglistenturnier Europe TOP-12 belegte sie 1971, 1972, 1973 und 1977 Platz eins. 1974 belegte sie Platz vier, 1978 Platz 6. Ein vierfacher Titelgewinn bei diesem Turnier ist bis heute (2009) Rekord.
Weltmeisterschaften
Von 1967 bis 1981 wurde Kisházi siebenmal für Weltmeisterschaften nominiert. Dabei erreichte sie 1973 im Doppel mit Jill Hammersley das Halbfinale. 1967 holte sie mit der ungarischen Mannschaft Bronze. 1977 erreichte sie das Achtelfinale im Doppel mit der deutschen Wiebke Hendriksen, mit der sie Ende 1976 bei den Internationalen französischen Meisterschaften siegte und mit der sie bereits 1964 die Internationalen ungarischen Meisterschaften gewonnen hatte.

## Privat
Kisházi ist verheiratet und hat zwei Kinder (* 1975 und 1979).

## Turnierergebnisse
| Verband | Veranstaltung       | Jahr | Ort         | Land | Einzel    | Doppel        | Mixed         | Team |
| ------- | ------------------- | ---- | ----------- | ---- | --------- | ------------- | ------------- | ---- |
| HUN     | Europameisterschaft | 1982 | Budapest    | HUN  |           |               |               | 1    |
| HUN     | Europameisterschaft | 1980 | Bern        | SUI  | letzte 16 |               |               | 2    |
| HUN     | Europameisterschaft | 1978 | Duisburg    | FRG  |           |               |               | 1    |
| HUN     | Europameisterschaft | 1976 | Prag        | TCH  |           | Viertelfinale | Viertelfinale |      |
| HUN     | Europameisterschaft | 1974 | Novi Sad    | YUG  | letzte 16 |               |               | 2    |
| HUN     | Europameisterschaft | 1972 | Rotterdam   | NED  | Silber    | Silber        |               | 1    |
| HUN     | EURO-TOP12          | 1978 | Prag        | TCH  | 6         |               |               |      |
| HUN     | EURO-TOP12          | 1977 | Sarajevo    | YUG  | 1         |               |               |      |
| HUN     | EURO-TOP12          | 1974 | Trollhatten | SWE  | 4         |               |               |      |
| HUN     | EURO-TOP12          | 1973 | Böblingen   | FRG  | 1         |               |               |      |
| HUN     | EURO-TOP12          | 1972 | Zagreb      | YUG  | 1         |               |               |      |
| HUN     | EURO-TOP12          | 1971 | Zadar       | YUG  | 1         |               |               |      |
| HUN     | Weltmeisterschaft   | 1981 | Novi Sad    | YUG  | letzte 32 | letzte 32     | letzte 32     | 7    |
| HUN     | Weltmeisterschaft   | 1977 | Birmingham  | ENG  | letzte 16 | Viertelfinale | letzte 16     | 5    |
| HUN     | Weltmeisterschaft   | 1975 | Calcutta    | IND  | letzte 64 | letzte 32     | letzte 64     | 4    |
| HUN     | Weltmeisterschaft   | 1973 | Sarajevo    | YUG  | letzte 16 | Halbfinale    | letzte 64     | 4    |
| HUN     | Weltmeisterschaft   | 1971 | Nagoya      | JPN  | letzte 64 | letzte 16     | Viertelfinale | 9    |
| HUN     | Weltmeisterschaft   | 1969 | München     | FRG  | letzte 16 | Viertelfinale | letzte 64     | 12   |
| HUN     | Weltmeisterschaft   | 1967 | Stockholm   | SWE  | letzte 64 | letzte 16     | letzte 32     | 3    |